# Liothrips pruni
Liothrips pruni är en insektsart som först beskrevs av Ian A. Hood 1912.  Liothrips pruni ingår i släktet Liothrips och familjen rörtripsar. Inga underarter finns listade i Catalogue of Life.